# Moolapheonoides utmas
Moolapheonoides utmas is een vlokreeftensoort uit de familie van de Cyproideidae. De wetenschappelijke naam van de soort is voor het eerst geldig gepubliceerd in 1999 door Thomas.